# Bazilica Sfântul Gheorghe din Praga
Bazilica „Sfântul Gheorghe” din Praga (în cehă Bazilika svatého Jiří) este cea mai veche biserică păstrată în cadrul Cetății Praga, Republica Cehă. Bazilica a fost fondată de Vratislav I al Boemiei în 920 și poartă hramul Sfântului Gheorghe. Construită în principal în stil romanic, face parte din colecția de clădiri din Castelul Praga, capitala politică a națiunii și centrul spiritual al statului ceh.

## Istoric
Sfințită în 921, bazilica este una dintre cele mai vechi biserici din Praga construită în stil romanic. Construcția bazilicii a fost începută de către Ducele Boemiei Vratislav I. La momentul morții acestuia în 921, bazilica fusese terminată, dar nu sfințită, Vratislav I fiind totuși înmormântat aici. Fiul și urmașul său, Venceslau I a finalizat proiectul, iar în anul 925 a mutat în bazilică rămășițele pământești ale bunicii sale, ducesa Ludmila a Boemiei, ca parte a procesului de canonizare a acesteia.
Datorită amplasării sale, bazilica a fost importantă la începutul răspândirii creștinismului în Boemia, până la întemeierea Arhidiecezei Romano-Catolice de Praga în 973. În 976, prima clădire benedictină a Abației „Sf. Gheorghe” a fost ridicată în partea de nord a bazilicii, iar bazilica a servit drept biserică abatică. Venerat ca întemeietor al mănăstirii, principele Boleslav al II-lea cel Pios, nepot de frate al lui Venceslau I, a fost înmormântat aici. Clădirea inițială cu trei naosuri a fost completată cu un cor, o tribună pentru călugărițele mănăstirii și o criptă.
În 1142, Conrad al III-lea a intrat în Boemia pentru a-și reinstala cumnatul, pe Vladislav al II-lea, ca duce. Conrad a asediat Castelul Praga, iar în timpul asediului, bazilica și mănăstirea au suferit pagube grave cauzate de un incendiu. Clădirile au fost reparate între 1145 și 1151 de al doilea ctitor al mănăstirii, stareța Berta, cu acea ocazie fiind ridicate și două turnuri. O altă renovare a avut loc în timpul stareței Anežka Přemyslovna, fiica regelui Vladislav al II-lea al Boemiei. În secolul al XIV-lea, a avut loc reconstrucția în stil gotic a bazilicii și mănăstirii, ocazie cu care a fost comandată statuia de bronz a Sfântului Gheorghe. În anii 1364–1378 stareța Elisabetta a finalizat renovarea capelei Sfânta Ludmila în stil gotic, iar altarul capelei a fost sfințit în 1371 de către arhiepiscopul Jan Očko de Vlašim. 
În secolul al XV-lea, mănăstirea a fost devastată în timpul Războaielor Husite și reconstruită după întoarcerea benedictinilor sub Sigismund de Luxemburg. La începutul secolului al XVI-lea a fost construit un nou portal sudic. În timpul incendiului din 1541, bazilica a ars din nou și a fost din nou reconstruită. Între 1608 și 1612, stareța Sofia de Helfenburg a construit un cor mare pentru călugărițe în partea de vest a naosului central. La sfârșitul secolului al XVII-lea a fost construită fațada în stil baroc a bazilicii, probabil sub conducerea lui Francesco Caratti. Între 1717 și 1722, capela „Sf. Ioan Nepomuk” a fost ridicată de František Maxmilián Kaňka. 
În anii 1780, starea clădirilor s-a deteriorat când Iosif al II-lea a desființat ordinele monahale iar mănăstirea și bazilica au fost reutilizate și folosite de armată. În timpul renovării desfășurate între 1897 și 1908, cu excepția unor elemente ale fațadei și interiorului bisericii, aspectul medieval al interiorului a fost restaurat, majoritatea elementelor adăugate ulterior fiind îndepărtate, iar bazilica păstrând stilul romanic de la restaurarea după incendiul de la Castelul Praga din 1142. Un basorelief de pe portalul de sud al clădirii îl reprezintă pe Sfântul Gheorghe ucigând Balaurul.

## Descriere
Cu excepția fațadei și a unor elemente din interior, biserica și-a păstrat caracterul romanic dat de reconstrucția după incendierea Castelului Praga din 1142. Biserica în sine este o bazilică cu trei naosuri cu două turnuri situate la est, unde începe corul pătrat, care acoperă o criptă și care se termină într-o absidă. Turnul nordic este denumit Eva, iar cel sudic, mai masiv, este denumit Adam.
Dispunerea de bază a trei naosuri cu coridoare înguste își are probabil originile în secolul al X-lea. Conform cercetărilor bazate pe sondajul arheologic al lui I. Borkovský, absida, naosurile și anexa puțin mai recentă a capelei inferioare destinate rămășițelor Sfintei Ludmila ar putea data chiar din secolul al X-lea, din perioada întemeierii mănăstirii. O cercetare arheologică mai recentă, revizuită, înclină spre concluziile mai vechi ale lui J. Cibulka și Anežka Merhautová, că zidăria supraterană a fost creată în mare parte după incendiul din 1142, chiar dacă a imitat într-o oarecare măsură construcția originală. Tot atunci au fost create și galeriile cu arcade de deasupra culoarelor laterale.

### Exterior

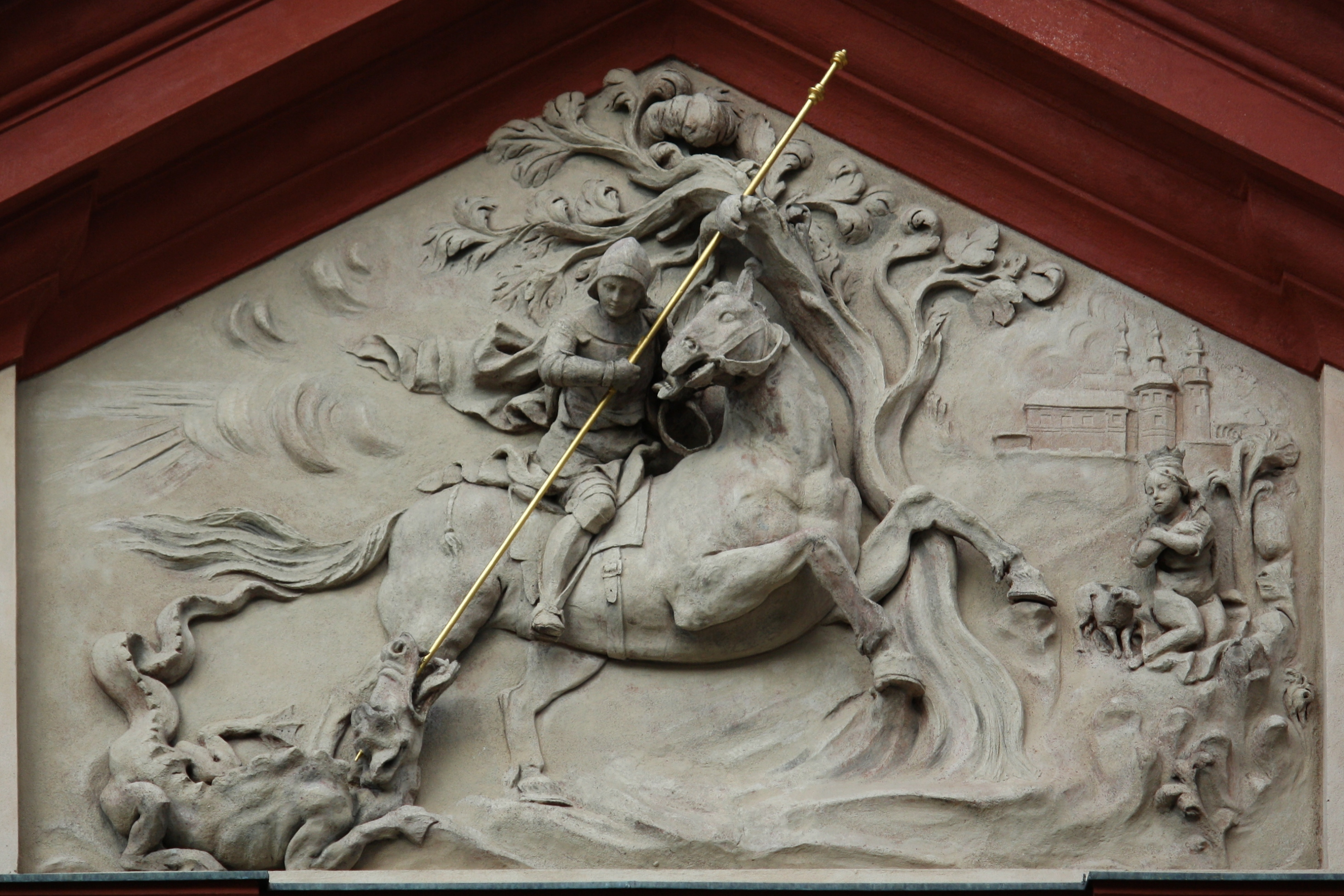
Basorelief pe fațada de vest: Sf. Gheorghe ucigând balaurul

Fațada în stil baroc a fost finalizată la sfârșitul secolului al XVII-lea și este cel mai probabil opera lui Francesco Caratti, unul dintre cei mai importanți arhitecți în stil baroc din Boemia și Moravia. Sculpturile de pe fațadă au fost create de Jan Jiří Bendl, cel mai important sculptor ceh al barocului timpuriu. În stânga se află o statuie a Prințesei Mladá Přemyslovna, fiica mai mică a principelui Boleslav I și prima stareță a mănăstirii „Sf. Gheorghe”, ținând o coroană ca simbol al faptului că starețele mănăstirii au avut ulterior dreptul de a încorona regine cehe. În dreapta este o statuie a lui Vratislav I, care în calitate de ctitor, ține o machetă a bazilicii. Pe fațadă există un relief care îl înfățișează pe Sf. Gheorghe luptând cu balaurul, sub care se află monograma SG (Sanctus Georgius) iar imediat mai jos, între statui, se află o fereastră oarbă (pictată cu tehnica trompe-l'œil). Între 1718 și 1722, capela Sfântului Ioan Nepomuk a fost adăugată de celebrul arhitect ceh František Maxmilián Kaňka. Statuia sfântului cu îngeri a fost creată de Ferdinand Maxmilián Brokoff. Aspectul actual, care corespunde în mare măsură cu aspectul bazilicii din secolul al XII-lea, a fost dat bazilicii între 1888 și 1918 de proeminentul arhitect purist Ludvík Lábler.

### Interior
Spre deosebire de bisericile în stil baroc și rococo din Praga, interiorul bazilicii „Sf. Gheorghe” este un simplu și auster bloc de calcar. Bazilica este o clădire cu trei coridoare, cu două turnuri situate la capătul estic, cu un presbiteriu pătrat și care se termină într-o absidă. Sub presbiteriu a fost construită o criptă, care adăpostește mormintele membrilor dinastiei Přemyslid și relicvele a numeroși sfinți.
În anii 1780, Jan Jiří Heinsch a pictat un tablou cu Adormirea Maicii Domnului pentru altarul principal. Capela „Sf. Ludmila” și o parte din picturile murale datează din secolul al XII-lea. Picturile murale ilustrează Ierusalimul Ceresc și figurile lui Isus Cristos, Fecioarei Maria și Sfântului Ioan Evanghelistul pe bolta corului, a capelei Fecioarei Maria și în absida acesteia. Bazilica a fost descrisă la 15 decembrie 1887 de František Slavomír Štěpánek în cronica Kopanského mlýn.
Arhiepiscopul de Praga, Khünburg, a ajutat la canonizarea Fericitului Ioan Nepomuk în 1729 și a donat tablouri ale mănăstirii „Sf. Gheorghe”, care fusese desființată:
1. imaginea pe pânză a lui Cristos răstignit, care a făcut minuni pe muntele Tábor, unde Mikuláš din Husy a ținut discursuri către poporul adunat despre războaiele husiților,
2. imaginea Sfântului Ambrozie,
3. pictura lui Rafael despre coborârea trupului martirului Isus Cristos de pe cruce,
4. imaginea Sfintei Ludmila de pe altar, pictată pe pânză de Karel Škréta.

### Capela „Sf. Ioan Nepomuk”
Între anii 1717-1722 a fost ridicată capela „Sf. Ioan Nepomuk”, formând o unitate stilistică uniformă cu fațada bazilicii. Capela a fost realizată de către Filip Spannbrucker, construcția fiind finanțată de decanul Capitulului Sf. Vitus Jan Ludvík Steyer, care, împreună cu stareța Františka Helena și priora Rosina, i-au pus piatra de temelie, la 11 iunie 1717. Capela a fost sfințită la 10 mai 1722 de către clericul Capitulului „Sf. Vitus” Jan Rudolf Špork. Fresca principală de pe cupolă, reprezentând glorificarea Sf. Ioan Nepomuk, a fost atribuită în mod eronat lui Václav Vavřinec Reiner, acesta fiind doar autorul picturii de înaltă calitate a altarului principal reprezentându-l pe Sf. Ioan Nepomuk și un înger care îi aduce o palmă de martir. O cutie de sticlă cu oseminte umane este depusă în altar. Aceste relicve ar fi fost aduse de la Roma și se presupune că aparțin unui anume Sfânt Teodor.

### Cripte

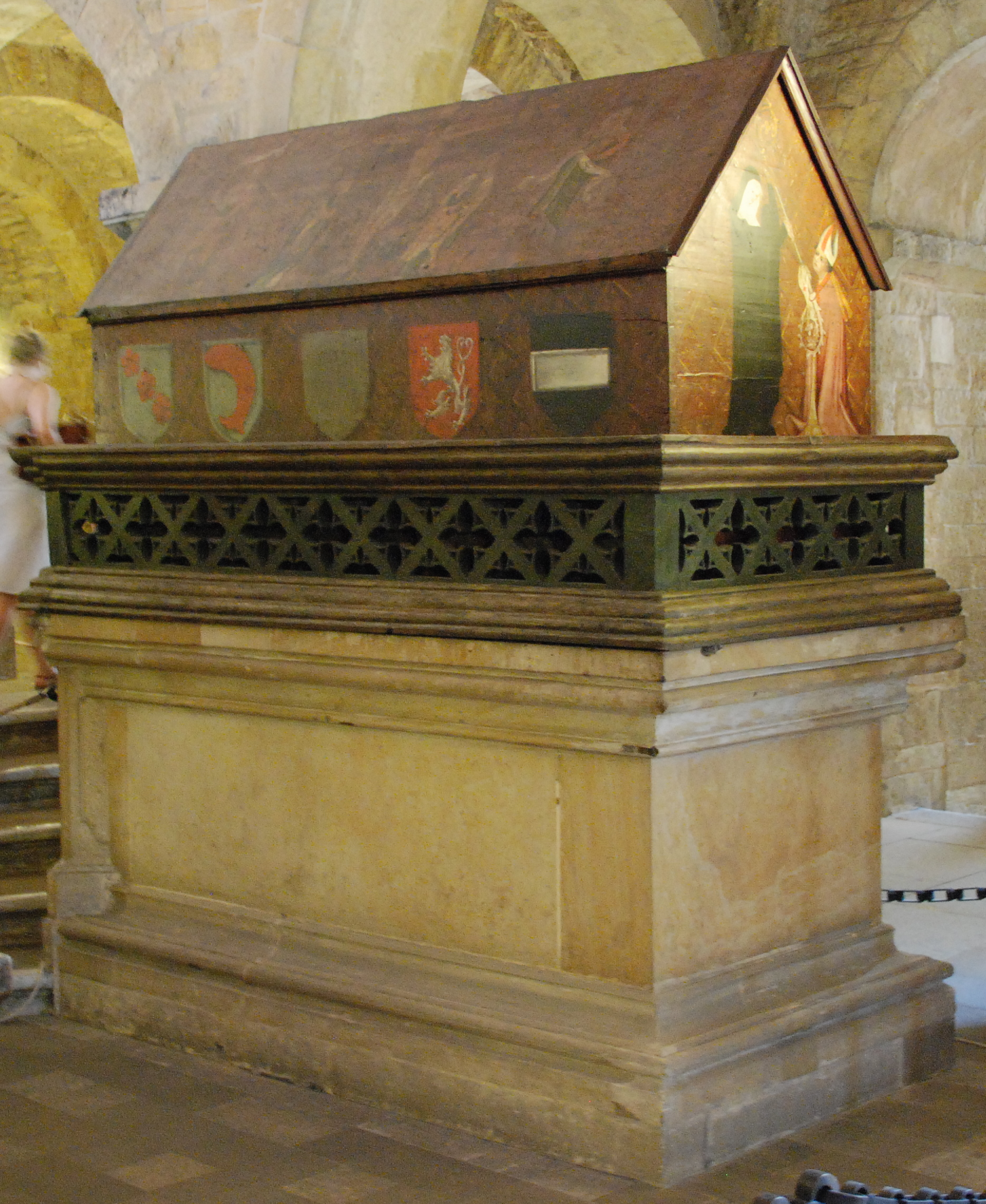
Cavoul principelui Vratislav I

În centrul naosului din Bazilica „Sf. Gheorghe” se află 3 morminte:
- prințul Jaromír (d. 1035), fiul lui Boleslau al II-lea, al cărui cavou este împrejmuit cu zăbrele din fier forjat în stil baroc,
- principele Boleslau al II-lea cel Pios (d. 999, conform Ivan Borkovský) sau principele Ulrich († 1034, conform Emanuel Vlček), unul dintre cei doi fiind înmormântat aici, iar celălalt în mausoleul familiei,
- principele Vratislav I (d. 921), ctitorul bazilicii, al cărui cavou este construit din plăci de marnă și are o mică prelungire în formă de căsuță, ornată cu picturi gotice (figurine și steme) din secolul al XV-lea. Pe latura de est a căsuței, este înfățișat Vratislav I ținând un model al bisericii și inscripția în latină: Hic iacet beatus Vratislaus, pater S. Venceslai, fundator hujus ecclesie („Aici zace fericitul Vratislav, părintele Sfântului Venceslau, ctitor al acestei biserici”). Pe latura de vest, prințesa Mladá Přemyslovna, fiica mai mică a principelui Boleslav I și prima stareță a mănăstirii „Sf. Gheorghe”, este înfățișată predând sceptrul episcopal lui Dětmar, primul episcop de Praga.

În Capela „Sf. Ludmila” (la sud de cor), se găsește mormântul Sfintei Ludmila, patroana Regatului Boemiei, ucisă la ordinul Prințesei Drahomíra de către însoțitorii vikingi Tunna și Gommon în Tetín în 921. În 925, rămășițele ei au fost transferate în Bazilica „Sf. Gheorghe”. În al treilea sfert al secolului al XIV-lea, a fost construit un cavou de piatră, cu o sculptură a sfintei în poziție culcată, cu un văl în jurul gâtului, probabil opera unui discipol al lui Peter Parler. 
În mausoleul dinastiei Přemyslid se mai găsesc mormintele prințeselor Agnes (fiica cea mai mică a regelui Ottokar I) și Kunigunde (fiica cea mare a regelui Ottokar al II-lea), stareță a Mănăstirii „Sf. Gheorghe”.

## Destinație curentă
Bazilica face parte din complexul de clădiri al Castelului Praga. Castelul reprezenta capitala politică a națiunii, iar bazilica făcea parte din centrul său spiritual.
În 1962, clădirea a fost declarată monument cultural național și transformată în sală de concerte. Între 1969 și 1975, a fost transformată în spațiu expozițional. În prezent, clădirea găzduiește Colecția de Artă din Boemia din secolul al XIX-lea a Galeriei Naționale din Praga. De asemenea, servește ca sală de concerte.
Sfânta Liturghie se oficiază în fiecare joi la ora 17.00.

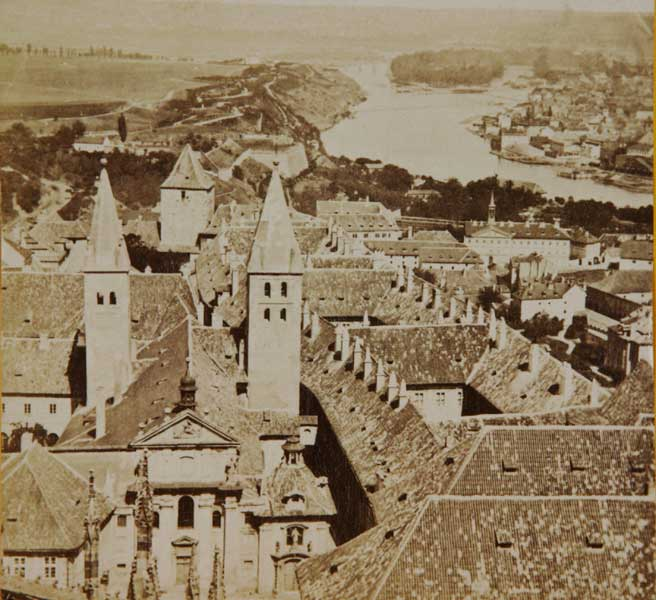
Vedere dinspre Catedrala din Praga, 1867
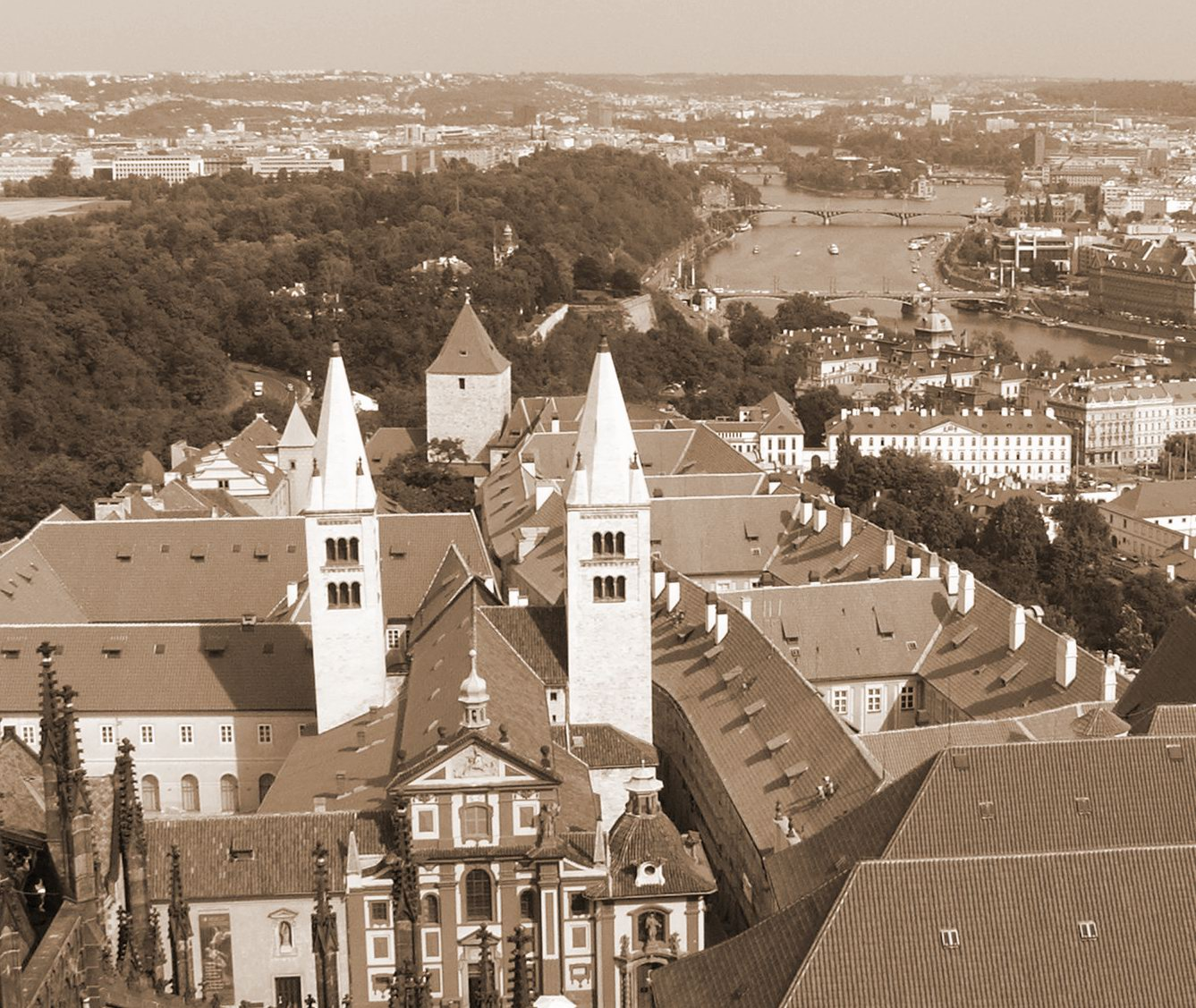
Vedere dinspre Catedrala din Praga, 2005
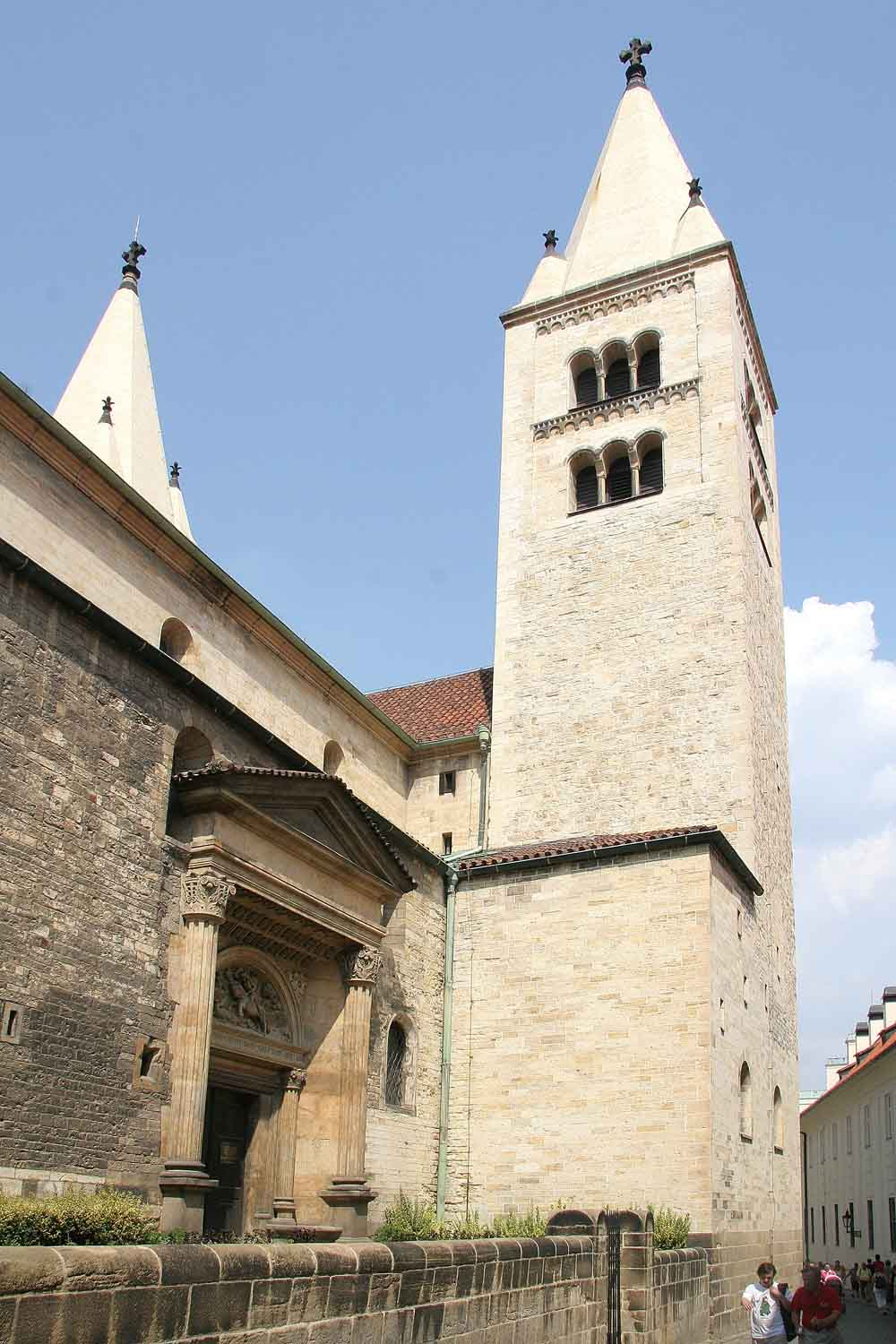
Bazilica - latura estică
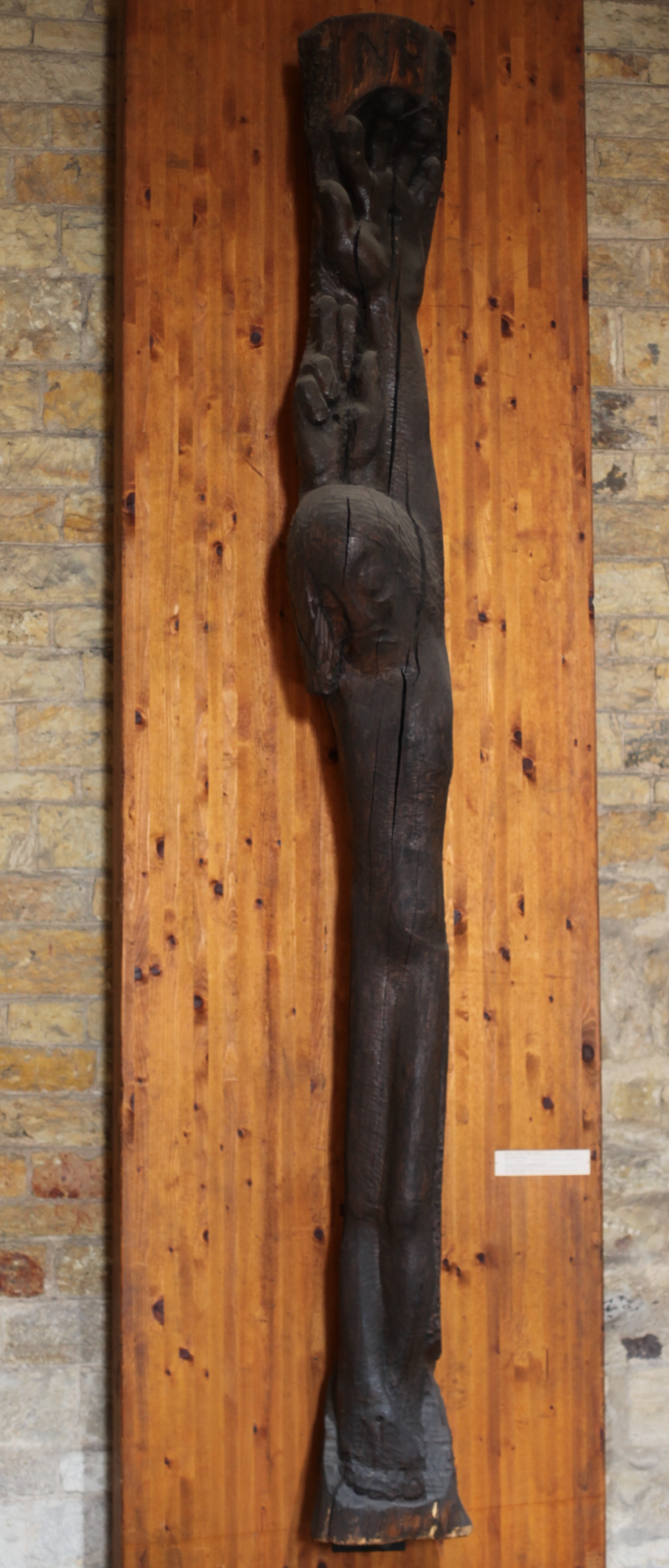
Cristos pe cruce, 1947, de OH Hajek
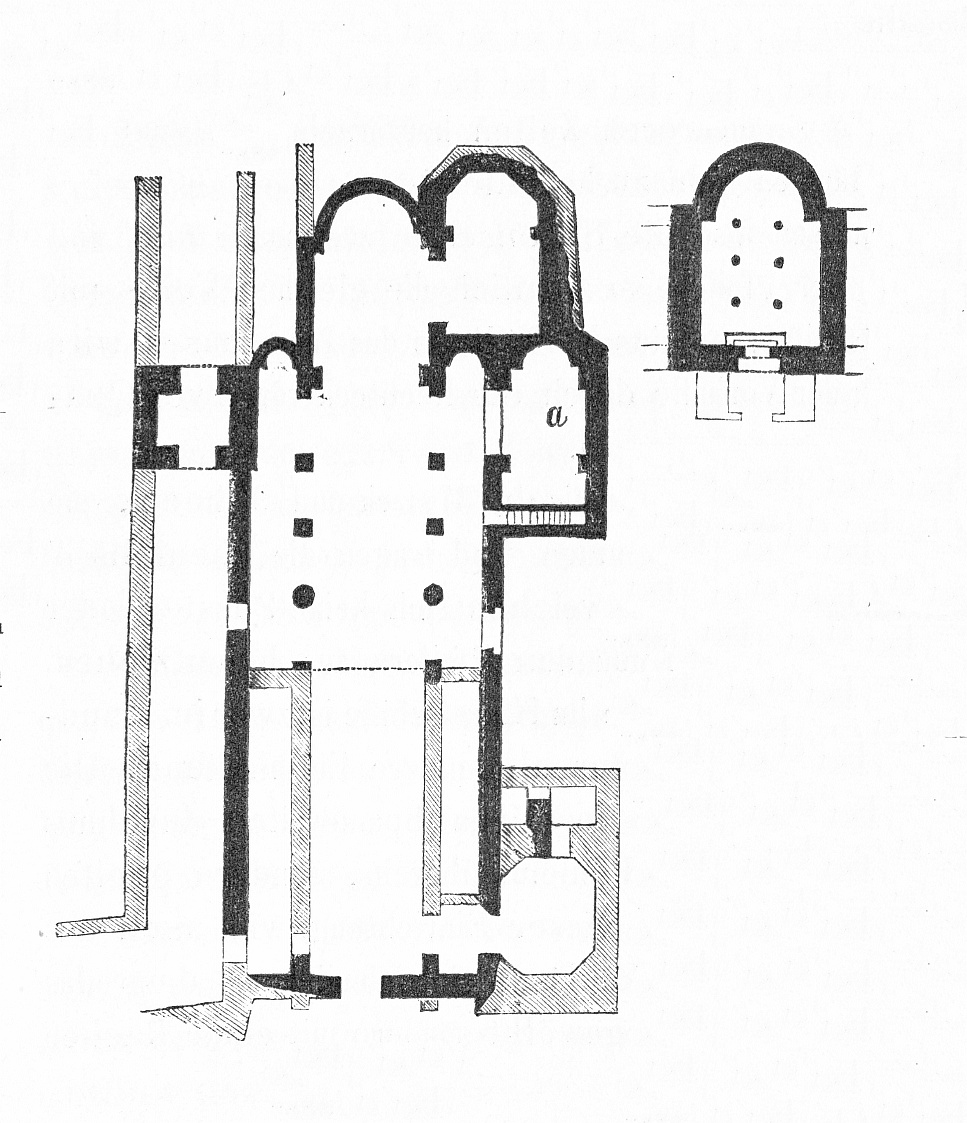
Planul parterului, 1856
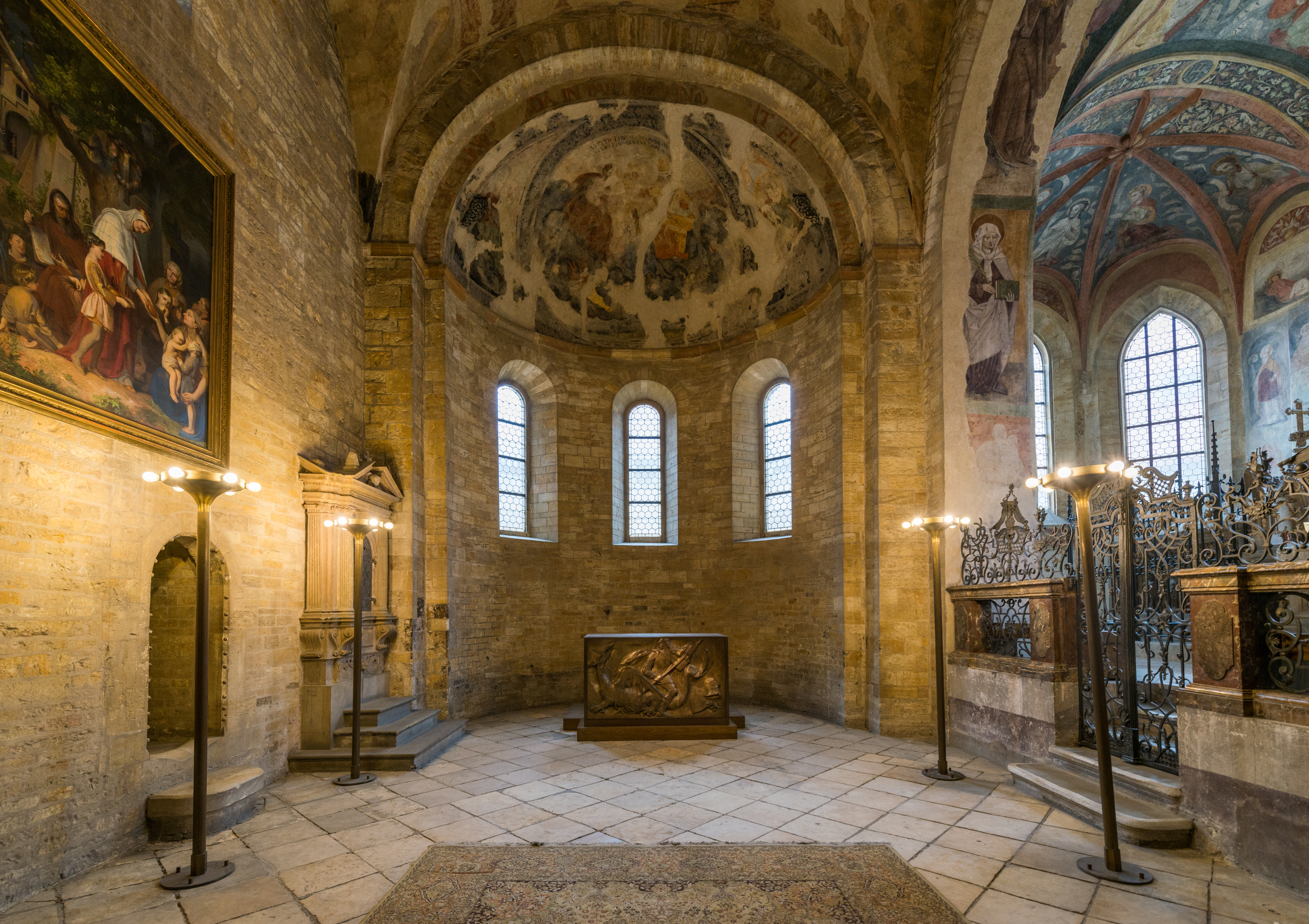
Vedere interioară a absidei
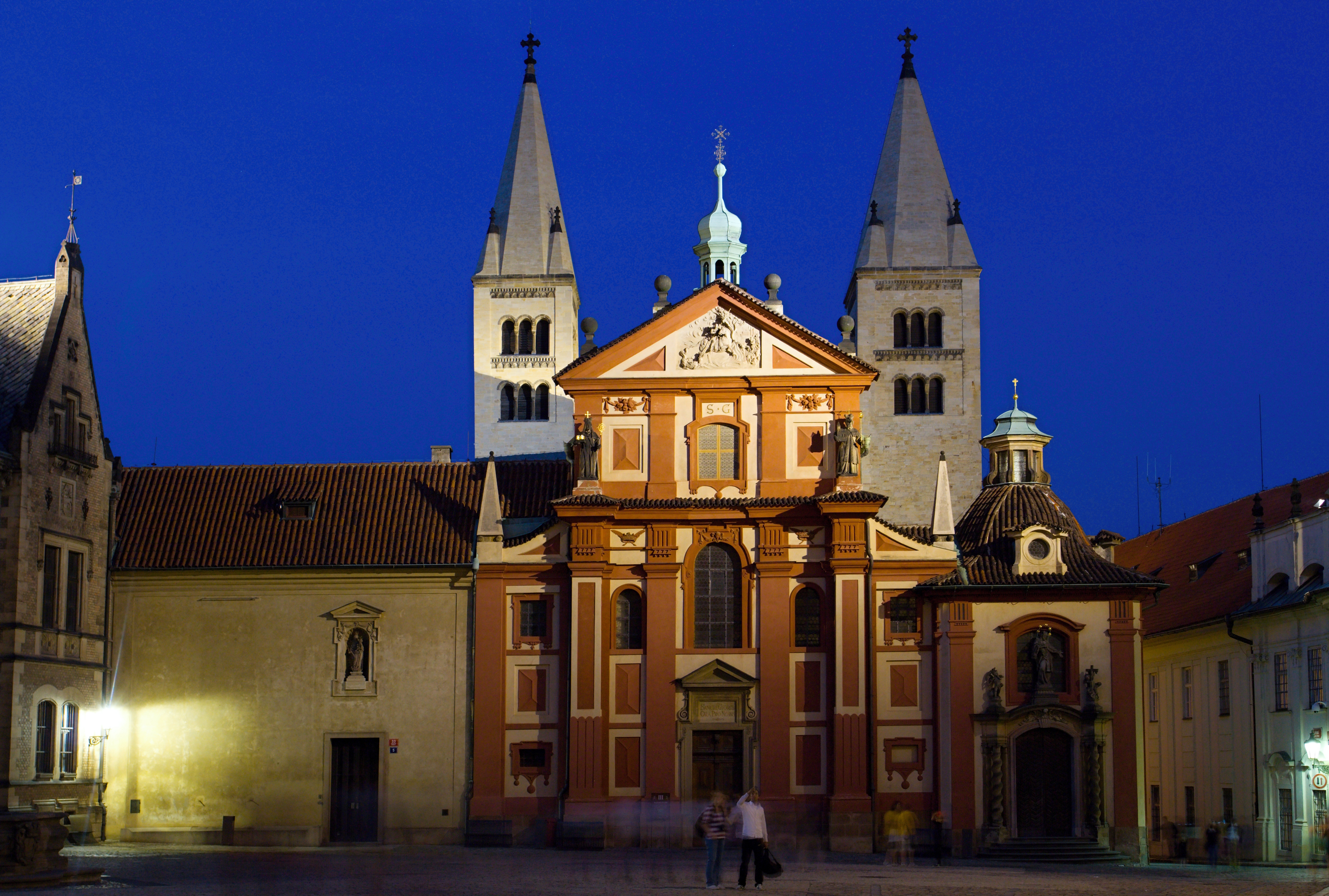
Bazilica „Sf. Gheorghe”, seara